# Liste der Nummer-eins-Hits in Frankreich (2005)
Diese Liste enthält alle Nummer-eins-Hits in Frankreich im Jahr 2005. Es gab in diesem Jahr zehn Nummer-eins-Singles und 23 Nummer-eins-Alben.

## Singles
| ← 2004 ← | Liste der Nummer-eins-Hits in Frankreich (Top Singles) | Liste der Nummer-eins-Hits in Frankreich (Top Singles) | Liste der Nummer-eins-Hits in Frankreich (Top Singles) | 2006 →                    |
| \| Zeitraum \| Wo. ges. \| Interpret \| Titel Autor(en) \| Zusätzliche Informationen \| \| (Zeitraum, Wochen auf Platz eins, Interpret, Titel, Autor[en], zusätzliche Informationen) \| \| \| \| \| \| ----------------------------------------------------------------------------------------- \| -------- \| ------------------------------ \| ---------------------------------------------------------------------------------------------------------------------------------------------------------------------------------- \| ------------------------- \| \| 24. Dezember 2004 – 6. Januar 2005 2 Wochen \| 2 \| Calogero \| Si seulement je pouvais lui manquer Musik: Calogero Joseph Maurici, Gioacchino Anto Maurici, Laurent Fériol; Text: Julie Mabel Dolores Saki Gaillard D’Aime, Michel Eugene Jourdan \| – \| \| 7. Januar 2005 – 20. Januar 2005 2 Wochen \| 2 \| Eric Prydz feat. Steve Winwood \| Call on Me Eric Sheridan Prydz, Steve Winwood, Will Jennings \| – \| \| 21. Januar 2005 – 3. März 2005 6 Wochen \| 6 \| Amel Bent \| Ma philosophie Blair Nicholas Somerled Mackichan, Michael Christo Georgiades, Amel Bent \| – \| \| 4. März 2005 – 15. Juni 2005 15 Wochen \| 15 \| Ilona Mitrecey \| Un monde parfait Musik: Rosario Castagnola, Domenico Della Vecchia; Text: Laurent Guy Michel Jeanne, Mario Pirolla \| – \| \| 17. Juni 2005 – 15. September 2005 13 Wochen \| 13 \| Crazy Frog \| Axel F Harold Faltermeier \| – \| \| 16. September 2005 – 3. November 2005 7 Wochen \| 7 \| Crazy Frog \| Popcorn Gershon Kingsley \| – \| \| 4. November 2005 – 1. Dezember 2005 4 Wochen (insgesamt 5) \| 5 \| Madonna \| Hung Up Björn K. Ulvaeus, Benny Goran Bror Andersson, Stuart David Price, Madonna L. Ciccone \| – \| \| 2. Dezember 2005 – 15. Dezember 2005 2 Wochen \| 2 \| Star Academy 5 \| Santiano David L. Fisher \| – \| \| 16. Dezember 2005 – 22. Dezember 2005 1 Woche (insgesamt 4) \| 4 \| Juanes \| La camisa negra Juan Esteban Aristizábal Vázquez \| – \| \| 23. Dezember 2005 – 29. Dezember 2005 1 Woche (insgesamt 5) \| 5 \| Madonna \| Hung Up Björn K. Ulvaeus, Benny Goran Bror Andersson, Stuart David Price, Madonna L. Ciccone \| – \| \| 30. Dezember 2005 – 5. Januar 2006 1 Woche \| 1 \| Sean Paul \| Ever Blazin’ Steven Michael Marsden, Sean Henriques, Jason Nicholas Henriques, Rohan Alphanso Stephens \| – \| |                                                        |                                                        | |                           |
| ← 2004 |                                                        |                                                        | | → 2006 →                  |
| Zeitraum | Wo. ges.                                               | Interpret                                              | Titel Autor(en) | Zusätzliche Informationen |
| (Zeitraum, Wochen auf Platz eins, Interpret, Titel, Autor[en], zusätzliche Informationen) |                                                        |                                                        | |                           |
| 24. Dezember 2004 – 6. Januar 2005 2 Wochen | 2                                                      | Calogero                                               | Si seulement je pouvais lui manquer Musik: Calogero Joseph Maurici, Gioacchino Anto Maurici, Laurent Fériol; Text: Julie Mabel Dolores Saki Gaillard D’Aime, Michel Eugene Jourdan | –                         |
| 7. Januar 2005 – 20. Januar 2005 2 Wochen | 2                                                      | Eric Prydz feat. Steve Winwood                         | Call on Me Eric Sheridan Prydz, Steve Winwood, Will Jennings | –                         |
| 21. Januar 2005 – 3. März 2005 6 Wochen | 6                                                      | Amel Bent                                              | Ma philosophie Blair Nicholas Somerled Mackichan, Michael Christo Georgiades, Amel Bent                                                                                            | –                         |
| 4. März 2005 – 15. Juni 2005 15 Wochen | 15                                                     | Ilona Mitrecey                                         | Un monde parfait Musik: Rosario Castagnola, Domenico Della Vecchia; Text: Laurent Guy Michel Jeanne, Mario Pirolla                                                                 | –                         |
| 17. Juni 2005 – 15. September 2005 13 Wochen | 13                                                     | Crazy Frog                                             | Axel F Harold Faltermeier | –                         |
| 16. September 2005 – 3. November 2005 7 Wochen | 7                                                      | Crazy Frog                                             | Popcorn Gershon Kingsley | –                         |
| 4. November 2005 – 1. Dezember 2005 4 Wochen (insgesamt 5) | 5                                                      | Madonna                                                | Hung Up Björn K. Ulvaeus, Benny Goran Bror Andersson, Stuart David Price, Madonna L. Ciccone                                                                                       | –                         |
| 2. Dezember 2005 – 15. Dezember 2005 2 Wochen | 2                                                      | Star Academy 5                                         | Santiano David L. Fisher | –                         |
| 16. Dezember 2005 – 22. Dezember 2005 1 Woche (insgesamt 4) | 4                                                      | Juanes                                                 | La camisa negra Juan Esteban Aristizábal Vázquez | –                         |
| 23. Dezember 2005 – 29. Dezember 2005 1 Woche (insgesamt 5) | 5                                                      | Madonna                                                | Hung Up Björn K. Ulvaeus, Benny Goran Bror Andersson, Stuart David Price, Madonna L. Ciccone                                                                                       | –                         |
| 30. Dezember 2005 – 5. Januar 2006 1 Woche | 1                                                      | Sean Paul                                              | Ever Blazin’ Steven Michael Marsden, Sean Henriques, Jason Nicholas Henriques, Rohan Alphanso Stephens                                                                             | –                         |

## Alben
| ← 2004 ← | Liste der Nummer-eins-Hits in Frankreich | Liste der Nummer-eins-Hits in Frankreich | Liste der Nummer-eins-Hits in Frankreich | 2006 →                    |
| \| Zeitraum \| Wo. ges. \| Interpret \| Titel \| Zusätzliche Informationen \| \| (Zeitraum, Wochen auf Platz eins, Interpret, Titel, zusätzliche Informationen) \| \| \| \| \| \| ------------------------------------------------------------------------------ \| -------- \| ------------------- \| ---------------------------- \| ------------------------- \| \| 31. Dezember 2004 – 6. Januar 2005 1 Woche \| 1 \| K-Maro \| La good life \| – \| \| 7. Januar 2005 – 27. Januar 2005 3 Wochen (insgesamt 5) \| 5 \| Kyo \| 300 lésions \| – \| \| 28. Januar 2005 – 3. Februar 2005 1 Woche (insgesamt 2) \| 2 \| Maroon 5 \| Songs About Jane \| – \| \| 4. Februar 2005 – 10. Februar 2005 1 Woche (insgesamt 2) \| 2 \| Chimène Badi \| Dis-moi que tu m’aimes \| – \| \| 11. Februar 2005 – 17. Februar 2005 1 Woche (insgesamt 2) \| 2 \| Maroon 5 \| Songs About Jane \| – \| \| 18. Februar 2005 – 24. Februar 2005 1 Woche \| 1 \| Lynda Lermay \| Un paradis quelque part \| – \| \| 25. Februar 2005 – 31. März 2005 5 Wochen \| 5 \| Les Enfoirés \| 2005: Le train des Enfoirés \| – \| \| 1. April 2005 – 14. April 2005 2 Wochen (insgesamt 3) \| 3 \| Mylène Farmer \| Avant que l’ombre … \| – \| \| 15. April 2005 – 21. April 2005 1 Woche \| 1 \| Grégory Lemarchal \| Je deviens moi \| – \| \| 22. April 2005 – 28. April 2005 1 Woche (insgesamt 3) \| 3 \| Mylène Farmer \| Avant que l’ombre … \| – \| \| 29. April 2005 – 12. Mai 2005 2 Wochen (insgesamt 13) \| 13 \| Raphaël \| Caravane \| – \| \| 13. Mai 2005 – 19. Mai 2005 1 Woche \| 1 \| System of a Down \| Mezmerize \| – \| \| 20. Mai 2005 – 26. Mai 2005 1 Woche \| 1 \| Gorillaz \| Demon Days \| – \| \| 27. Mai 2005 – 2. Juni 2005 1 Woche \| 1 \| The Black Eyed Peas \| Monkey Business \| – \| \| 3. Juni 2005 – 16. Juni 2005 2 Wochen \| 2 \| Coldplay \| X & Y \| – \| \| 17. Juni 2005 – 18. August 2005 9 Wochen (insgesamt 13) \| 13 \| Raphaël \| Caravane \| – \| \| 19. August 2005 – 1. September 2005 2 Wochen \| 2 \| Calogero \| Live 1.0 \| – \| \| 2. September 2005 – 15. September 2005 2 Wochen \| 2 \| Alain Souchon \| La vie theodore \| – \| \| 16. September 2005 – 29. September 2005 2 Wochen \| 2 \| Noir Désir \| En public \| – \| \| 30. September 2005 – 13. Oktober 2005 2 Wochen \| 2 \| Julien Clerc \| Double enfance \| – \| \| 14. Oktober 2005 – 20. Oktober 2005 1 Woche \| 1 \| Depeche Mode \| Playing the Angel \| – \| \| 21. Oktober 2005 – 27. Oktober 2005 1 Woche (insgesamt 7) \| 7 \| Bénabar \| Reprise des négociations \| – \| \| 28. Oktober 2005 – 3. November 2005 1 Woche \| 1 \| Lorie \| Rester la meme \| – \| \| 4. November 2005 – 10. November 2005 1 Woche (insgesamt 4) \| 4 \| Johnny Hallyday \| Ma vérité \| – \| \| 11. November 2005 – 1. Dezember 2005 3 Wochen \| 3 \| Madonna \| Confessions on a Dance Floor \| – \| \| 2. Dezember 2005 – 22. Dezember 2005 3 Wochen (insgesamt 4) \| 4 \| Johnny Hallyday \| Ma vérité \| – \| \| 23. Dezember 2005 – 5. Januar 2006 2 Wochen \| 2 \| Indochine \| Alice & June \| – \| |                                          |                                          |                                          |                           |
| ← 2004 |                                          |                                          |                                          | → 2006 →                  |
| Zeitraum | Wo. ges.                                 | Interpret                                | Titel                                    | Zusätzliche Informationen |
| (Zeitraum, Wochen auf Platz eins, Interpret, Titel, zusätzliche Informationen) |                                          |                                          |                                          |                           |
| 31. Dezember 2004 – 6. Januar 2005 1 Woche | 1                                        | K-Maro                                   | La good life                             | –                         |
| 7. Januar 2005 – 27. Januar 2005 3 Wochen (insgesamt 5) | 5                                        | Kyo                                      | 300 lésions                              | –                         |
| 28. Januar 2005 – 3. Februar 2005 1 Woche (insgesamt 2) | 2                                        | Maroon 5                                 | Songs About Jane                         | –                         |
| 4. Februar 2005 – 10. Februar 2005 1 Woche (insgesamt 2) | 2                                        | Chimène Badi                             | Dis-moi que tu m’aimes                   | –                         |
| 11. Februar 2005 – 17. Februar 2005 1 Woche (insgesamt 2) | 2                                        | Maroon 5                                 | Songs About Jane                         | –                         |
| 18. Februar 2005 – 24. Februar 2005 1 Woche | 1                                        | Lynda Lermay                             | Un paradis quelque part                  | –                         |
| 25. Februar 2005 – 31. März 2005 5 Wochen | 5                                        | Les Enfoirés                             | 2005: Le train des Enfoirés              | –                         |
| 1. April 2005 – 14. April 2005 2 Wochen (insgesamt 3) | 3                                        | Mylène Farmer                            | Avant que l’ombre …                      | –                         |
| 15. April 2005 – 21. April 2005 1 Woche | 1                                        | Grégory Lemarchal                        | Je deviens moi                           | –                         |
| 22. April 2005 – 28. April 2005 1 Woche (insgesamt 3) | 3                                        | Mylène Farmer                            | Avant que l’ombre …                      | –                         |
| 29. April 2005 – 12. Mai 2005 2 Wochen (insgesamt 13) | 13                                       | Raphaël                                  | Caravane                                 | –                         |
| 13. Mai 2005 – 19. Mai 2005 1 Woche | 1                                        | System of a Down                         | Mezmerize                                | –                         |
| 20. Mai 2005 – 26. Mai 2005 1 Woche | 1                                        | Gorillaz                                 | Demon Days                               | –                         |
| 27. Mai 2005 – 2. Juni 2005 1 Woche | 1                                        | The Black Eyed Peas                      | Monkey Business                          | –                         |
| 3. Juni 2005 – 16. Juni 2005 2 Wochen | 2                                        | Coldplay                                 | X & Y                                    | –                         |
| 17. Juni 2005 – 18. August 2005 9 Wochen (insgesamt 13) | 13                                       | Raphaël                                  | Caravane                                 | –                         |
| 19. August 2005 – 1. September 2005 2 Wochen | 2                                        | Calogero                                 | Live 1.0                                 | –                         |
| 2. September 2005 – 15. September 2005 2 Wochen | 2                                        | Alain Souchon                            | La vie theodore                          | –                         |
| 16. September 2005 – 29. September 2005 2 Wochen | 2                                        | Noir Désir                               | En public                                | –                         |
| 30. September 2005 – 13. Oktober 2005 2 Wochen | 2                                        | Julien Clerc                             | Double enfance                           | –                         |
| 14. Oktober 2005 – 20. Oktober 2005 1 Woche | 1                                        | Depeche Mode                             | Playing the Angel                        | –                         |
| 21. Oktober 2005 – 27. Oktober 2005 1 Woche (insgesamt 7) | 7                                        | Bénabar                                  | Reprise des négociations                 | –                         |
| 28. Oktober 2005 – 3. November 2005 1 Woche | 1                                        | Lorie                                    | Rester la meme                           | –                         |
| 4. November 2005 – 10. November 2005 1 Woche (insgesamt 4) | 4                                        | Johnny Hallyday                          | Ma vérité                                | –                         |
| 11. November 2005 – 1. Dezember 2005 3 Wochen | 3                                        | Madonna                                  | Confessions on a Dance Floor             | –                         |
| 2. Dezember 2005 – 22. Dezember 2005 3 Wochen (insgesamt 4) | 4                                        | Johnny Hallyday                          | Ma vérité                                | –                         |
| 23. Dezember 2005 – 5. Januar 2006 2 Wochen | 2                                        | Indochine                                | Alice & June                             | –                         |

## Jahreshitparade
| ← 2004 | Alben des Jahres in Frankreich | Alben des Jahres in Frankreich | Alben des Jahres in Frankreich | 2006 → |

| Platz | Platz | Interpret       | Interpret       | Titel                        |
| ----- | ----- | --------------- | --------------- | ---------------------------- |
| 1     | 1     | Raphaël         | Raphaël         | Caravane                     |
| 2     | 2     | Johnny Hallyday | Johnny Hallyday | Ma vérité                    |
| 3     | 3     | Les Enfoirés    | Les Enfoirés    | 2005: Le train des Enfoirés  |
| 4     | 4     | Madonna         | Madonna         | Confessions on a Dance Floor |
| 5     | 5     | (Musical)       | (Musical)       | Le Roi Soleil                |
| 6     | 6     | Chimène Badi    | Chimène Badi    | Dis-moi que tu m’aimes       |
| 7     | 7     | Calogero        | Calogero        | 3                            |
| 8     | 8     | Mylène Farmer   | Mylène Farmer   | Avant que l’ombre …          |
| 9     | 9     | Alain Souchon   | Alain Souchon   | La vie theodore              |
| 10    | 10    | James Blunt     | James Blunt     | Back to Bedlam               |

| ← 2004 |  |  |  | 2006 → |